# 톰 벵케

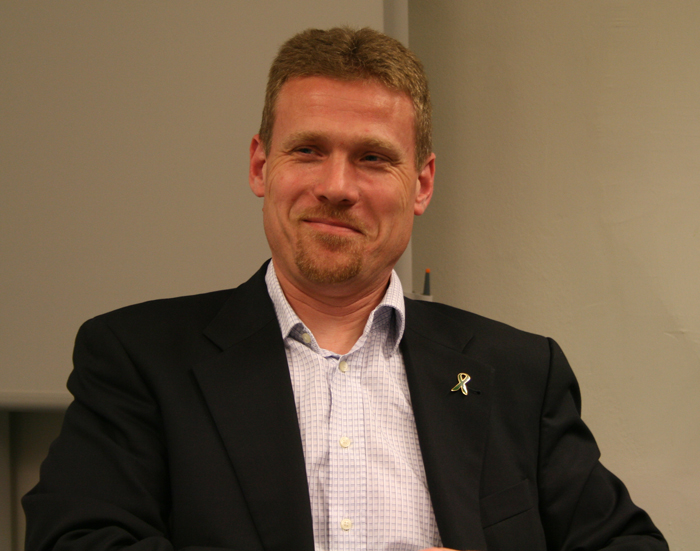
톰 벵케

톰 벵케(덴마크어: Tom Behnke, 1966년 3월 20일 ~ )은 덴마크의 경찰관 출신 정치인이다. 오르후스 근교에 위치한 베일뷔(Vejlby) 출신이며 1985년부터 경찰관으로 근무했다. 1990년부터 1999년까지는 진보당 소속이었지만 2001년부터는 보수인민당 소속이다.